# ABB Arena
L'ABB Arena est un complexe sportif polyvalent de Västerås en Suède, construit en 2007. La salle nord a auparavant été nommée « Rocklundahallen » et a notamment accueilli la finale du Championnat du monde masculin de handball 1967.

## Histoire
Elle est composée de deux salles. La patinoire de la salle nord accueille l'équipe de hockey sur glace du VIK Västerås HK de l'Allsvenskan.
La patinoire de la salle sud accueille l'équipe de bandy des Västerås SK Bandyklubb et Tillberga IK Bandy.
La salle Nord a une capacité de 4 902 spectateurs et la salle Sud une capacité de 9 000 spectateurs.

## Événements
- Championnats d'Europe de patinage artistique 1968